# 丹恒
丹恒是米哈遊開發的電子遊戲《崩壞：星穹鐵道》中的虛構角色，他是遊戲中虛構組織「星穹列車」的乘員。丹恒的中文配音為李春胤，日文配音為伊东健人，韓文配音為金惠成，英文配音為·梁。

## 創作及設計
丹恆是《崩坏：星穹铁道》主角團「星穹列車」的一員，也是玩家在遊戲中最先獲得的免費角色之一。丹恒在2021年10月8日米哈遊發佈《崩坏：星穹铁道》的首支实机演示預告片中就有登場。在製作組的設定中，丹恆清冷寡言，身着墨綠色漢服，持有名為「擊雲」的長槍。丹恆清冷寡言的原因，與他不願向人透露的過往有關。
丹恆是《崩壞：星穹鐵道》中首個主角（開拓者）之外擁有多個可玩角色版本的角色。遊戲公測版本即以免費角色的形式發佈了4星巡獵命途的風屬性角色「丹恆」。遊戲1.3版本發佈後，「丹恆·飲月」作爲新的限定可玩角色發售，設定爲解放了龍尊之力的「飲月君」丹楓轉世的丹恆。相比原來「丹恆」本體，「丹恆·飲月」爲5星毀滅命途的虛數屬性角色，形態樣貌和戰鬥方式與原版皆有一定差異。米哈遊還爲丹恆使用龍尊之力、破開海面的遊戲情節，創作了由優素演唱的水龍吟歌曲。
丹恒的中文配音為李春胤（魚凍），同時他還是《崩壞3rd》角色夜梟、《原神》角色達達利亞的配音員。丹恒的日文配音為伊东健人，韓文配音為金惠成，英文配音為尼古拉斯·梁（Nicholas Leung）。

## 作品中表現

### 角色故事
丹恒爲仙舟「羅浮」持明龍尊「飲月君」的轉世。他的前世名爲「丹楓」，是「雲上五驍」之一。數百年前的「飲月之亂」事件中，爲了讓持明族脫離輪迴，也爲了復活在倏忽之戰中殞落的白珩，丹楓與應星合作嘗試用化龍妙法摧毀仙舟「羅浮」的建木，結果建木生出龍形態的孽物，最終孽龍被鏡流斬殺，丹楓作爲主犯被關押入幽囚獄。之後丹楓親自指定白露為新任持明龍尊，卻在傳承力量時儀式失敗，只將治癒之力傳給白露，而破壞之力仍留在自己身上。後丹楓被判退鱗輪迴，轉世爲「丹恒」。他本應被剝奪持明龍尊之力，卻因龍師們從中作梗而仍然能夠使用力量。當時已經當上神策將軍的景元深知龍師們不會放過丹恆，因此不顧他人反對，將丹恆流放逐出仙舟，輾轉後被星穹列車接納。
在遊戲主線故事的仙舟篇中，星核獵手卡芙卡邀請星穹列車來到仙舟「羅浮」解決星核危機，丹恆最初因爲過往經歷不願參加，後因爲得知星核獵手刃在仙舟「羅浮」上、察覺事態不妙，獨自登上羅浮。登上羅浮後丹恆遇到素裳和羅剎，三人一路同行。後來，丹恆在鱗淵境遇到在此等待他的刃和追尋刃而來的彥卿，刃將丹恆胸膛刺穿，使其暴露出「飲月君」的形態。在景元趕到後，景元請求丹恆運用龍尊之力開啓被封印的持明龍宮，最終衆人合力在建木根系處打敗「絕滅大君」幻朧。
在丹恆的角色故事「龍返其鄉」中，丹恆求見現任持明龍尊白露，與白露一起修復了建木的封印，得知了「飲月之亂」的真相，瞭解了自己的前世經歷。最後景元希望挽留丹恆留在羅浮，丹恆希望繼續隨星穹列車旅行，拒絕了景元的挽留。在鏡流的角色故事「雲無留跡」中，丹恆收到鏡流的來信，在「羅浮」與彥卿、鏡流一起祭奠了白珩。最終在鱗淵境與景元、鏡流、刃會面，「雲上五驍」重聚首後分道揚鑣。

### 角色玩法
丹恆在遊戲中有兩種形態，分別爲「丹恆」和「丹恆·飲月」。「丹恆」是遊戲初始的免費角色，而「丹恆·飲月」在1.3版本中實裝，需要通過「躍遷」的方式獲得。
「丹恆」是4星巡獵命途的風屬性角色。「丹恆」的普通攻擊可以對指定敵方單體造成2端風屬性傷害。「丹恆」的戰技可以對指定敵方單體造成3端風屬性傷害。「丹恆」的終結技可以對指定敵方單體造成強大的單段風屬性傷害。
「丹恆·飲月」是5星毀滅命途的虛數屬性角色。「丹恆·飲月」的普通攻擊可以對指定敵方單體或三人造成基於戰技強化次數提高的虛數屬性傷害。「丹恆·飲月」的戰技可以使普攻的效果得到最多3次強化。「丹恆·飲月」的終結技可以對指定敵方單體和其相鄰目標造成虛數屬性傷害。

### 角色歌曲
水龍吟（Samudrartha）是遊戲《崩壞：星穹鐵道》的劇情「饮月开海」的插入曲，由優素演唱，收錄於專輯《长生梦短》（Svah Sanishyu）中。歌曲水龍吟講述了遊戲中角色丹恒在仙舟「羅浮」化身為龍尊，劈開海面，鋪出前進之路的故事，表現了衝破桎梏、披荊斬棘的少年與龍的形象。米哈遊還在7月20日發佈了歌曲EP視頻。
在《新京報》與米哈遊音樂團隊HOYO-MiX的專訪中提到，水龙吟的歌曲名源自中国古代词牌名「水龍吟」，但歌詞並没有采用传统格律，而是利用白話文來傳達包括「天将降大任于斯人也」在內的中華傳統文化的精神內涵。HOYO-MiX表示，希望透過歌曲水龍吟讓玩家熟悉中國風的音樂，“我们希望我们的音乐是耐听的，是能够给玩家带来共鸣的。也许有一天，当玩家在现实生活中听到一首具有相同文化背景的音乐时，会想到‘我在游戏里听过’，会因此自主探索更多的内容，这是HOYO-MiX希望用户获得的至高的游戏体验。”

## 宣傳與聯動
2023年8月底至9月初，米哈遊在中國8個城市（包括上海、北京、广州、深圳、杭州、南京、重庆、武汉）商業區的LED大熒幕，投放「丹恆·飲月活動躍遷」廣告，並開展線下拍照打卡活動。
2023年9月22日《崩坏：星穹铁道》在中國大陸與肯德基展开联动，推出了《崩坏：星穹铁道》专属套餐，随套餐附赠印有三月七和丹恆形象的镭射车票。《崩坏：星穹铁道》在臺灣於2023年10月18日起與起家雞開展聯動、在香港於2023年11月9日起與肯德基開展聯動，購買聯名套餐亦贈送與在中國聯動相同的印有三月七和丹恆形象的鐳射車票。
米哈遊還與日本眼鏡品牌Zoff推出包括卡芙卡、丹恆·飲月、黄泉、砂金4種款式的聯名眼鏡。

## 反響及評價
丹恆是《崩壞：星穹鐵道》遊戲1.0版本時推出的可玩角色，是主角團「星穹列車」的一員，在主線劇情中與主角開拓者一同冒險，受到玩家喜愛。部分玩家透過角色扮裝、繪製二次創作圖畫和影片的方式，表達對丹恆的喜愛。據數據分析網站HonkaiLab統計，遊戲1.3版本推出丹恆的升級版形態「丹恆·飲月」後，在短短一天內，僅中國大陸App Store就創造了超過900萬美元的銷售額。

### 角色設計
Siliconera主編珍妮·拉達稱讚米哈遊讓丹恆在仙舟篇中短暫成為《崩壞：星穹鐵道》的主角，強化了「開拓者（玩家）並不是宇宙中最重要的人」的事實，其他人也同樣可以很重要、很關鍵；相比於《原神》那樣的支線人物故事，《崩壞：星穹鐵道》的做法讓玩家意識到其他視角和角色對故事的重要性，能更仔細地觀察那些影響故事進程的人，而不是在黑色螢幕上放置白色文字來解釋他們經歷的事情並「告訴」玩家這很重要。

### 角色玩法
評論員對原版「丹恆」角色的玩法有較爲正面的評價。TheGamer評論員桑亞姆·賈殷、Pocket Tactics評論員蒂莉·勞頓都稱讚「丹恆」作爲唯一能免費獲得的風屬性角色，戰鬥能力相當不錯，可以通過終結技造成大量傷害、破壞風屬性護盾，還能降低敵方的行動速度、增强自己的攻击力、降低敵方防御，是一個強大的攻擊型角色。《運動畫刊》評論員馬可·烏茲稱讚「丹恆」雖然是免費的初始角色，但他非常值得玩家升級。Game Rant評論員馬克·桑托斯表示「丹恆」雖然看起來平平無奇，但在與隊友的配合下，發揮得當，傷害上限可以驚人的高。
對於加強版「丹恆·飲月」角色的玩法，評論員基本給出了較高的評價。Game Rant、Eurogamer、TheGamer都認為「丹恆·飲月」作爲「丹恆」的升級版，是卓越的虛數屬性全範圍攻擊型角色，可以幾乎消滅任何敵人。4Gamers评论员許可称赞「丹恆·飲月」能夠在一回合透過消耗大量戰技點來強化自己的攻擊力、大幅提高強化普通攻擊的傷害，是位擁有完美攻擊機制且爆發力極強的角色。Dexerto評論員詹姆斯·巴斯比認爲「丹恆·飲月」超越了刃和希儿，即使對於免費遊玩的玩家也是必備的絕佳選擇。Eurogamer評論員潔西卡·奧爾則表示「丹恆·飲月」遊玩時需要對有限的技能點如何分配和使用下點工夫。

### 角色歌曲
歌曲水龍吟自釋出以来，受到了全世界玩家的关注和好评。歌曲EP視頻于bilibili上线当日就登上全站排行榜前三名。雖然歌曲爲中文歌詞，但在日本、美國等國家水龍吟也受到玩家的追捧。據《新京報》報道，一位智利玩家受到歌曲水龍吟的鼓舞，将水龍吟翻唱為西班牙语，並繪製了包含丹恆小時候的形象、丹恆在列車上遙望窗外等二次創作圖，受到玩家的好評，釋出的影片获得了35万播放量。

## 外部連結
- YouTube上的《崩坏：星穹铁道》丹恒·饮月角色PV——「归去来」
- bilibili上的《崩坏：星穹铁道》丹恒·饮月角色PV——「归去来」